# Thần thoại Ai Cập

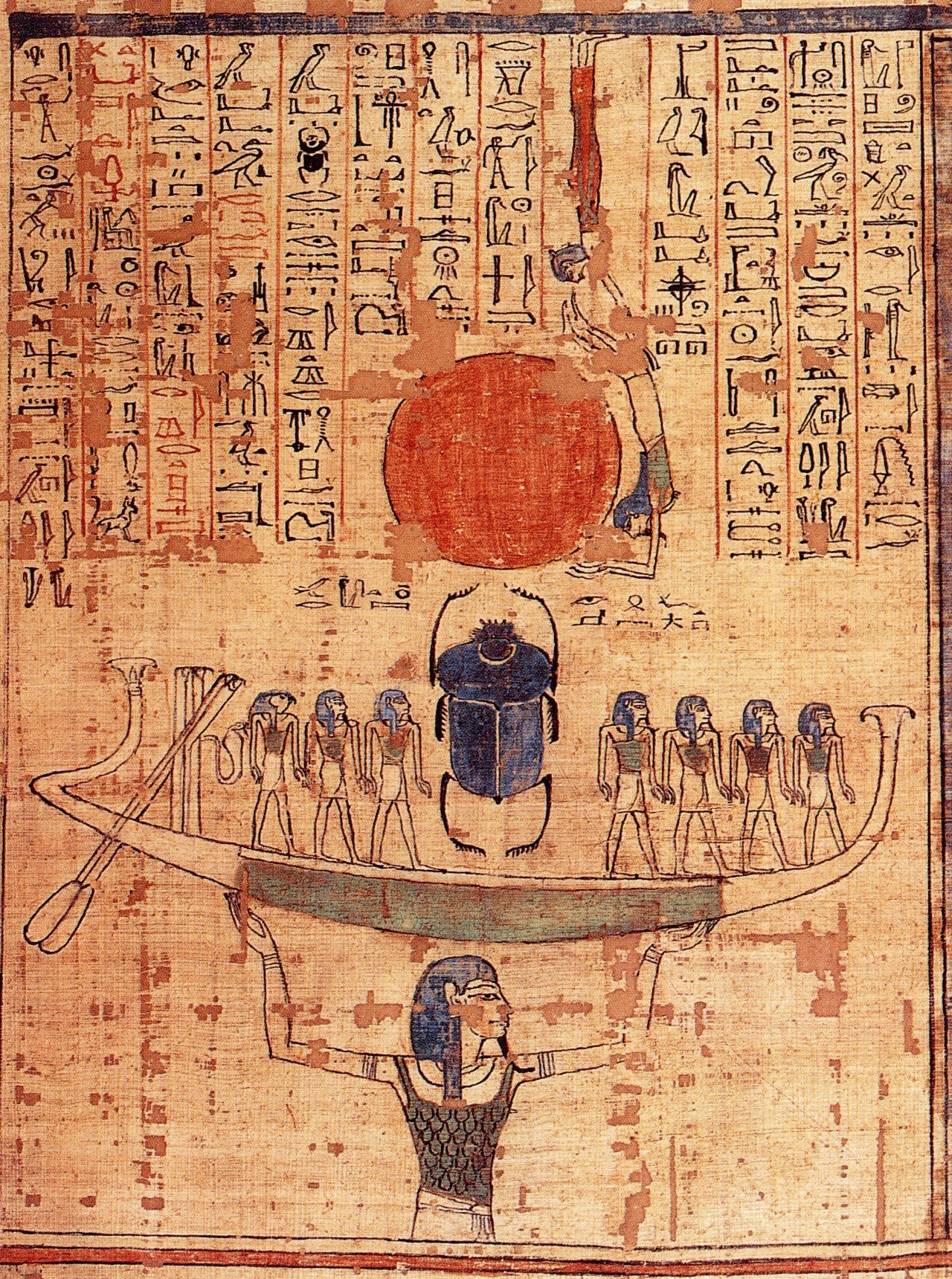
Nun, hiện thân của mặt nước nguyên thủy, nâng con thuyền mặt của thần Ra vào trong bầu trời vào thời điểm tạo hóa.

Thần thoại Ai Cập là tập hợp các thần thoại từ Ai Cập cổ đại, mô tả hành động của các vị thần Ai Cập như một phương tiện để hiểu thế giới xung quanh. Những niềm tin mà những huyền thoại này thể hiện là một phần quan trọng của tôn giáo Ai Cập cổ đại. Thần thoại xuất hiện thường xuyên trong các tác phẩm văn học và nghệ thuật của Ai Cập, đặc biệt là trong truyện ngắn và trong các tài liệu tôn giáo như thánh ca, văn bản nghi lễ, văn bản tang lễ và trang trí đền thờ. Những nguồn này hiếm khi chứa một văn bản hoàn chỉnh của một huyền thoại và thường chỉ mô tả các đoạn ngắn.
Lấy cảm hứng từ các chu kỳ của tự nhiên, người Ai Cập đã thấy thời gian ở hiện tại là một loạt các mô hình mang tính định kỳ, trong khi các khoảng thời gian xa xôi nhất là tuyến tính. Thần thoại được thiết lập trong những thời điểm sớm nhất này, và thần thoại đặt ra mô hình cho các chu kỳ của hiện tại. Các sự kiện hiện tại lặp lại các sự kiện của huyền thoại, và khi làm như vậy đổi mới maat, trật tự cơ bản của vũ trụ. Trong số các tập phim quan trọng nhất từ quá khứ thần thoại là các huyền thoại sáng tạo, trong đó các vị thần tạo thành vũ trụ thoát khỏi sự hỗn loạn nguyên thủy; những câu chuyện về triều đại của thần mặt trời Ra trên Trái Đất; và huyền thoại Osiris, liên quan đến cuộc đấu tranh của các vị thần Osiris, Isis và Horus chống lại vị thần gây rối Set. Các sự kiện từ hiện tại có thể được coi là huyền thoại bao gồm hành trình hàng ngày của Ra trên khắp thế giới và đối tác thế giới khác của nó, Duat. Các chủ đề lặp đi lặp lại trong các tập phim thần thoại này bao gồm xung đột giữa những người nắm giữ maat và các lực lượng gây rối, tầm quan trọng của pharaoh trong việc duy trì maat, và cái chết liên tục và tái sinh của các vị thần.
Các chi tiết của các sự kiện thiêng liêng này khác nhau rất nhiều từ văn bản này sang văn bản khác và thường có vẻ mâu thuẫn. Thần thoại Ai Cập chủ yếu là ẩn dụ, chuyển bản chất và hành vi của các vị thần thành thuật ngữ mà con người có thể hiểu được. Mỗi biến thể của một huyền thoại đại diện cho một quan điểm biểu tượng khác nhau, làm phong phú thêm sự hiểu biết của người Ai Cập về các vị thần và thế giới.
Thần thoại học ảnh hưởng sâu sắc đến văn hóa Ai Cập. Nó truyền cảm hứng hoặc ảnh hưởng đến nhiều nghi lễ tôn giáo và cung cấp nền tảng tư tưởng cho vương quyền. Cảnh và biểu tượng từ thần thoại xuất hiện trong nghệ thuật trong các ngôi mộ, đền thờ và bùa hộ mệnh. Trong văn học, thần thoại hoặc các yếu tố của chúng đã được sử dụng trong các câu chuyện từ hài hước đến ngụ ngôn, chứng minh rằng người Ai Cập thích nghi thần thoại để phục vụ nhiều mục đích khác nhau.

## Tác phẩm trích dẫn
- Allen, James P. (1988). Genesis in Egypt: The Philosophy of Ancient Egyptian Creation Accounts. Yale Egyptological Seminar. ISBN 0-912532-14-9.
- Allen, James P. (2003). "The Egyptian Concept of the World". Trong O'Connor, David; Quirke, Stephen (biên tập). Mysterious Lands. UCL Press. tr. 23–30. ISBN 1-84472-004-7.
- Andrews, Carol A. R. (2001). "Amulets". Trong Redford, Donald B. (biên tập). The Oxford Encyclopedia of Ancient Egypt. Quyển 1. Oxford University Press. tr. 75–82. ISBN 978-0-19-510234-5.
- Anthes, Rudolf (1961). "Mythology in Ancient Egypt". Trong Kramer, Samuel Noah (biên tập). Mythologies of the Ancient World. Anchor Books. tr. 16–92.
- Assmann, Jan (2001) [German edition 1984]. The Search for God in Ancient Egypt. Translated by David Lorton. Cornell University Press. ISBN 0-8014-3786-5.
- Baines, John (tháng 4 năm 1991). "Egyptian Myth and Discourse: Myth, Gods, and the Early Written and Iconographic Record". Journal of Near Eastern Studies. Quyển 50 số 2. JSTOR 545669.
- Baines, John (1996). "Myth and Literature". Trong Loprieno, Antonio (biên tập). Ancient Egyptian Literature: History and Forms. Cornell University Press. tr. 361–377. ISBN 90-04-09925-5.
- Bickel, Susanne (2004). "Myth and Sacred Narratives: Egypt". Trong Johnston, Sarah Iles (biên tập). Religions of the Ancient World: A Guide. The Belknap Press of Harvard University Press. tr. 578–580. ISBN 0-674-01517-7.
- Conman, Joanne (2003). "It's About Time: Ancient Egyptian Cosmology". Studien zur Altagyptischen Kultur. Quyển 31.
- David, Rosalie (2002). Religion and Magic in Ancient Egypt. Penguin. ISBN 0-14-026252-0.
- Dunand, Françoise; Christiane Zivie-Coche (2004) [French edition 1991]. Gods and Men in Egypt: 3000 BCE to 395 CE. Translated by David Lorton. Cornell University Press. ISBN 0-8014-8853-2.
- Feucht, Erika (2001). "Birth". Trong Redford, Donald B. (biên tập). The Oxford Encyclopedia of Ancient Egypt. Quyển 1. Oxford University Press. tr. 192–193. ISBN 978-0-19-510234-5.
- Frankfurter, David (1995). "Narrating Power: The Theory and Practice of the Magical Historiola in Ritual Spells". Trong Meyer, Marvin; Mirecki, Paul (biên tập). Ancient Magic and Ritual Power. E. J. Brill. tr. 457–476. ISBN 0-8014-2550-6.
- Griffiths, J. Gwyn (2001). "Isis". Trong Redford, Donald B. (biên tập). The Oxford Encyclopedia of Ancient Egypt. Quyển 2. Oxford University Press. tr. 188–191. ISBN 978-0-19-510234-5.
- Hart, George (1990). Egyptian Myths. University of Texas Press. ISBN 0-292-72076-9.
- Hornung, Erik (1982) [German edition 1971]. Conceptions of God in Egypt: The One and the Many. Translated by John Baines. Cornell University Press. ISBN 0-8014-1223-4.
- Hornung, Erik (1992). Idea into Image: Essays on Ancient Egyptian Thought. Translated by Elizabeth Bredeck. Timken. ISBN 0-943221-11-0.
- Kaper, Olaf E. (2001). "Myths: Lunar Cycle". Trong Redford, Donald B. (biên tập). The Oxford Encyclopedia of Ancient Egypt. Quyển 2. Oxford University Press. tr. 480–482. ISBN 978-0-19-510234-5.
- Lesko, Leonard H. (1991). "Ancient Egyptian Cosmogonies and Cosmology". Trong Shafer, Byron E. (biên tập). Religion in Ancient Egypt: Gods, Myths, and Personal Practice. Cornell University Press. tr. 89–122. ISBN 0-8014-2550-6.
- Lurker, Manfred (1980) [German edition 1972]. An Illustrated Dictionary of the Gods and Symbols of Ancient Egypt. Translated by Barbara Cummings. Thames & Hudson. ISBN 0-500-27253-0.
- Meeks, Dimitri; Christine Favard-Meeks (1996) [French edition 1993]. Daily Life of the Egyptian Gods. Translated by G. M. Goshgarian. Cornell University Press. ISBN 0-8014-8248-8.
- Meltzer, Edmund S. (2001). "Horus". Trong Redford, Donald B. (biên tập). The Oxford Encyclopedia of Ancient Egypt. Quyển 2. Oxford University Press. tr. 119–122. ISBN 978-0-19-510234-5.
- Morenz, Siegfried (1973) [German edition 1960]. Egyptian Religion. Translated by Ann E. Keep. Methuen. ISBN 0801480299.
- O'Connor, David (2003). "Egypt's View of 'Others'". Trong Tait, John (biên tập). 'Never Had the Like Occurred': Egypt's View of Its Past. UCL Press. tr. 155–185. ISBN 978-1-84472-007-1.
- O'Rourke, Paul F. (2001). "Drama". Trong Redford, Donald B. (biên tập). The Oxford Encyclopedia of Ancient Egypt. Quyển 1. Oxford University Press. tr. 407–410. ISBN 978-0-19-510234-5.
- Pinch, Geraldine (2004) [First edition 2002]. Egyptian Mythology: A Guide to the Gods, Goddesses, and Traditions of Ancient Egypt. Oxford University Press. ISBN 0-19-517024-5.
- Quirke, Stephen (2001). The Cult of Ra: Sun Worship in Ancient Egypt. Thames and Hudson. ISBN 0-500-05107-0.
- Ritner, Robert Kriech (1993). The Mechanics of Ancient Egyptian Magical Practice. The Oriental Institute of the University of Chicago. ISBN 0-918986-75-3.
- Roth, Ann Macy (2001). "Opening of the Mouth". Trong Redford, Donald B. (biên tập). The Oxford Encyclopedia of Ancient Egypt. Quyển 2. Oxford University Press. tr. 605–609. ISBN 978-0-19-510234-5.
- te Velde, Herman (2001). "Seth". Trong Redford, Donald B. (biên tập). The Oxford Encyclopedia of Ancient Egypt. Quyển 3. Oxford University Press. tr. 269–271. ISBN 978-0-19-510234-5.
- Tobin, Vincent Arieh (1989). Theological Principles of Egyptian Religion. P. Lang. ISBN 0-8204-1082-9.
- Tobin, Vincent Arieh (2001). "Myths: An Overview". Trong Redford, Donald B. (biên tập). The Oxford Encyclopedia of Ancient Egypt. Quyển 2. Oxford University Press. tr. 464–469. ISBN 978-0-19-510234-5.
- Traunecker, Claude (2001) [French edition 1992]. The Gods of Egypt. Translated by David Lorton. Cornell University Press. ISBN 0-8014-3834-9.
- Uphill, E. P. (2003). "The Ancient Egyptian View of World History". Trong Tait, John (biên tập). 'Never Had the Like Occurred': Egypt's View of Its Past. UCL Press. tr. 15–29. ISBN 978-1-84472-007-1.
- Vischak, Deborah (2001). "Hathor". Trong Redford, Donald B. (biên tập). The Oxford Encyclopedia of Ancient Egypt. Quyển 2. Oxford University Press. tr. 82–85. ISBN 978-0-19-510234-5.
- Wilkinson, Richard H. (1993). Symbol and Magic in Egyptian Art. Thames & Hudson. ISBN 0-500-23663-1.